# ANF Les Mureaux Stipa 203
Il ANF-Mureaux Stipa 203, o Stipa 203 è stato il progetto di un innovativo bombardiere  sviluppato dell'azienda aeronautica francese ANF Les Mureaux a partire dall'ottobre 1934. Il progetto fu pensato per rispondere ad un concorso indetto dal Ministero dell'aeronautica francese per un aereo da bombardamento a medio raggio.

## Storia del progetto
Il velivolo sperimentale ad elica intubata Stipa-Caproni effettuò il primo volo sull'aeroporto di Milano-Taliedo il 7 ottobre 1932 nelle mani del collaudatore Domenico Agostini. Lo sviluppo di tale aereo, dopo i primi interessi iniziali da parte della Regia Aeronautica, venne abbandonato, ma la tecnica utilizzata per la sua costruzione suscitò grande interesse sia in Francia che in Germania. Nel 1933-34 l'ingegner Stipa si recò in Francia, su richiesta del Service de recherches del Ministero dell’Aria francese, al fine di ripetere le esperienze di laboratorio presso il centro sperimentale di Issy-les-Moulineaux. I risultati si rivelarono talmente promettenti da far sì che il Ministero autorizzasse la realizzazione di un prototipo di un aereo bimotore da bombardamento a "Jet".
Nel 1934 la ditta francese ANF Les Mureaux acquistò il relativo brevetto, e invitò Stipa a trasferirsi in Francia per seguire la costruzione di un bimotore sperimentale che fu designato ANF Les Mureaux Stipa 203.
Per la costruzione del prototipo la ditta Ateliers Nord France a Les Mureaux ottenne un compenso di 4.000.000 di franchi. L'intervento diretto del governo italiano, nella figura del generale Giuseppe Valle, Sottosegretario di Stato all'Aeronautica, impedì il trasferimento di Stipa in terra francese, e per questo egli dovette rinunciare a parte del proprio compenso.
In seguito alla nazionalizzazione dell'industria aeronautica francese, voluta dal ministro Pierre Cot, l'ANF Les Mureaux fu espropriata, entrando a far parte della nuova Société nationale de constructions aéronautiques du Nord che abbandonò l'officina sperimentale dove si trovava tutto ciò che era stato costruito dello Stipa 203. Si trattava di un mock-up completo, che aveva ottenuto l'approvazione dello Stato maggiore dell'Armée de l'air, delle ali e di qualche pezzo della fusoliera. Lo scoppio della seconda guerra mondiale, e il precipitare della situazione bellica, portarono alla definitiva cancellazione del programma.

## Tecnica
L'ANF-Mureaux 203 era un bombardiere medio bimotore, di costruzione interamente metallica, monoplano ad ala media.  I due propulsori Piaggio P.IX Stella dotati di compressore erogavano 610 CV, ed azionavano due eliche intubate, che avrebbero spinto l'aereo ad una velocità massima di  350 km/h a 4.000 m, mentre quella di crociera era pari a 320 km/h a 5.000 m. Il carico utile previsto era di  3 000 kg, e l'aereo aveva  un coefficiente di robustezza pari a 7. L'eventuale armamento difensivo avrebbe trovato posto in due torrette posizionale alle estremità anteriore e posteriore della fusoliera.

### Annotazioni
1. ↑  Il 12% di tale cifra avrebbe dovuto essere versato a Stipa per il diritto di brevetto, ed egli avrebbe ottenuto uno stipendio mensile di 10.000 franchi.
2. ↑  Le altre velocità previste erano: 342 km/h a 5.000 m, e 300 km/h a 0 m.

### Fonti
1. 1 2 3  Stipa, Garofoli, Pesce 1982, p. 93.
2. ↑   Modelstories 2005, Modelstories: ANF-MUREAUX STIPA 203, su modelarchives.free.fr.
3. 1 2  Stipa, Garofoli, Pesce 1982, p. 7.
4. ↑  Stipa, Garofoli, Pesce 1982, p. 8.
5. ↑  Stipa, Garofoli, Pesce 1982, p. 97.
6. 1 2 3 4 5  Stipa, Garofoli, Pesce 1982, p. 98.
7. 1 2  Stipa, Garofoli, Pesce 1982, p. 94.
8. ↑  Stipa, Garofoli, Pesce 1982, p. 96.